# کرنلیوس درک آندریسه
کرنلیوس درک آندریسه (هلندی: Cornelis Dirk Andriesse؛ زاده ۲۱ دسامبر ۱۹۳۹) یک دانشمند اهل هلند است.